# Islario General

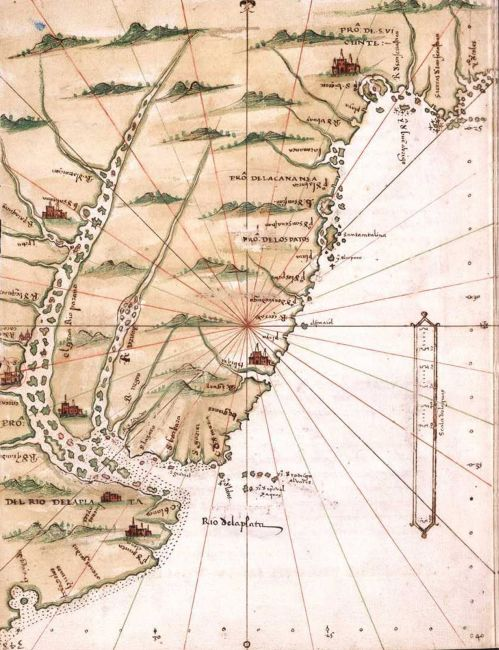
Riu de la Plata tal com apareix a l' Islari.

Islario  general de todas las islas del mundo (1541) és un text de geografia en quatre volums d'Alonso de Santa Cruz sobre les illes del món.

## Composició
L' Islario fou una empresa monumental, composta per vuit mapes regionals, 103 mapes locals, i un mapa de Mèxic. Alguns volums de l'obra estan dedicats a Carles V.
L'obra conté mapes i una descripció en prosa. S'assembla a De situ orbis de Pomponius Mela en l'organització, prenent la seva forma literària a partir de la disposició física dels elements geogràfics que descriu. Una part substancial de la informació que informa Santa Cruz també deriva de textos geogràfics antics. Sánchez argumenta que la part del text del Nou Món va ser, com una sèrie d'altres obres de geografia del segle xvi, "produïdes per facilitar l'administració del Nou Món".
Conté el primer o el segon relat al món sobre les llames andines a la cartografia occidental.

## Conservació arxivística
Entre les còpies manuscrites d'aquest Islario General, hi ha un exemplar a la BNE amb el títol raspat posant el nom de García Céspedes, successor de Santa Cruz, atribuint-li la totalitat de l'obra. Un exemplar ha romàs a la Biblioteca Municipal de Besançon, amb dos exemplars més que es troben a la Biblioteca Imperial de Viena.